# Clinterocera spondylidea
Clinterocera spondylidea är en skalbaggsart som beskrevs av Mohnike 1871. Clinterocera spondylidea ingår i släktet Clinterocera och familjen Cetoniidae. Inga underarter finns listade i Catalogue of Life.